# Сонце-хрест Шевченкової правди

Пам'ятні знаки на Набережному шосе (ліворуч — хрест, установлений 2016 року)

С́онце-Хр́ест Шевч́енкової пр́авди — пам'ятний знак на Набережному шосе в Києві, за 200 м на північ від мосту Метро. Встановлений 1989 до 175-річчя від дня народження Тараса Шевченка на місці, де в 1861 році під час перепоховання Кобзаря труну з його тілом заносили з набережної на борт пароплава «Кременчук», що прямував до Канева. Автор пам'ятного знака — львівський скульптор Роман Петрук.
Являє собою виготовлений із суцільної брили вапняку хрест особливої форми, що наслідує давні зразки козацьких хрестів і має риси солярного символу.
Серію однакових пам'ятних знаків (за задумом автора — «верстових стовпів») початково планувалося встановити в багатьох країнах світу, однак реалізовано лише для низки населених пунктів України — Демні, Львова, Трускавця, Жуківки і Києва.
Спочатку монумент стояв на рівні поверхні тротуару, згодом скульптуру було піднято на невисокий постамент. На цоколі постаменту — цитата з поезії Т. Г. Шевченка 1860 року:

Злоначинающих спини,

У пута кутії не куй,

В склепи глибокі не муруй.

А доброзиждущим рукам

І покажи, і поможи,

Святую силу ниспошли

На початку 2000-х років (найміовірніше, взимку 2003/04 рр.) невідомі вандали скинули скульптуру на землю. За наполяганням громадськості (зокрема, київського екскурсовода Т. Нечай) пам'ятний знак було відновлено й 22 травня 2005 року відкрито знову на тому самому місці.
У 2006 році навколо пам'ятного знака впорядковано зелену зону, облаштовано тематичні квітники (наново впорядковано 2014, до 200-ї річниці від дня народження Тараса Шевченка: зокрема, висаджено верби, згодом замінені на ялини, встановлено мобільні вазони з квітами).
До 115-ї річниці перепоховання Тараса Шевченка (22 травня 2016 року) поряд із пам'ятним знаком встановлено ще один — кам'яний хрест. Відкритий коштом волонтерів за підтримки Печерської районної в місті Києві державної адміністрації.